# محمدتقی بافقی
محمدتقی بافقی یزدی (۱ خرداد ۱۲۵۷ بافق – ۲۶ فروردین ۱۳۲۵ شهر ری)، فقیه و روحانی شیعه ایرانی بود.

## تولد و تحصیل
بافقی در اول خرداد سال ۱۲۵۷ شمسی در بافق یزد و در خانواده ای مذهبی متولد شد.تا چهارده سالگی تحت پرورش و تربیت پدرش قرار گرفت و سپس به یزد رفت تا تحصیلات حوزوی خود را آغاز کند. مدت چهارده سال در یزد به تحصیل علوم دینی پرداخت و کتاب قوانین‌الاصول میرزای قمی را نزد میرزا سید علی مدرس بزرگ و سید علی مدرس لب خندقی فرا گرفت.

## هجرت به نجف
در سال ۱۳۲۰ (قمری) در ۲۸ سالگی به نجف مهاجرت کرد و از محضر استادانی چون آخوند خراسانی و سید محمدکاظم یزدی، محدث نوری، سید حسن صدر کاظمینی، سید محمود مرعشی نجفی، سید احمد کربلایی، ملاحسینقلی همدانی و محمد بهاری همدانی استفاده کرد.

## مراجعت به ایران
بافقی پس از هفده سال اقامت در نجف اشرف، به قم رفت. پس از تأسیس حوزه علمیه قم به دست عبدالکریم حائری یزدی، در اداره امور حوزه با وی همکاری کرد.

## ماجرای حرم فاطمه معصومه
در سال ۱۳۰۶ عصمت دولتشاهی (پنجمین و آخرین همسر رضاشاه) به همراه شمس و اشرف (دختران رضاشاه و تاج‌الملوک) راهی حرم فاطمه معصومه شدند. وی در غرفه‌های بالای رواق چادرهای سیاه و سفیدشان را تعویض نمود اما چون در این کار اندکی تعلل کرد، مدتی بی‌حجاب ماند. در همین زمان شیخ محمدتقی بافقی که بر منبر بود به شدت به این امر اعتراض کرد و نزدیک بود که در همین مورد بلوایی در قم برپا شود. زمانی که خبر به رضاشاه مخابره شد وی با عده‌ای از قشون فوراً به سمت قم حرکت کرد و شیخ را در حرم شخصاً با عصا تنبیه نمود. در این واقعه رضاشاه شخصاً بافقی را زیر لگد انداخت و به ناسزا گرفت و به زندان تهران فرستاد.

## درگذشت
وی در ۱۲ جمادی‌الثانی ۱۳۶۵، برابر با ۲۶ فروردین ۱۳۲۵ خورشیدی، در سن ۶۷ سالگی در شهر ری درگذشت و پس از تشییع در مسجد بالاسر حرم فاطمه معصومه، در کنار قبر عبدالکریم حائری یزدی به خاک سپرده شد.